# 娜塔莎·波利
娜塔莎·波利（Natasha Poly；1985年7月12日—），俄羅斯超級名模。她是Lanvin、Gucci、Sonia Rykiel、Balmain的代言人。她也是維多利亞的秘密的模特兒。娜塔莎上過i-D, VOGUE，Numero及W等雜誌封面，也有參與Louis Vuitton、Versace、Roberto Cavalli等著名時裝及奢侈品的時裝展。2012年8月31日，娜塔莎登上Models.com的Industry Icons，亦是繼娜塔莉亞·沃迪亞諾娃第二位在Models.com的Top 50 Women排名第二後直接成為殿堂級超模。